# غريغ غويدري
غريغ غويدري (بالإنجليزية: Greg Guidry)‏ هو مغن مؤلف أمريكي، ولد في 23 يناير 1950 في سانت لويس في الولايات المتحدة، وتوفي في 28 يوليو 2003 في فيرفيو في الولايات المتحدة.

## وصلات خارجية
- غريغ غويدري على موقع ميوزك برينز (الإنجليزية)
- غريغ غويدري على موقع ديسكوغز (الإنجليزية)